# Фондо (Тренто)
Фондо (итал. Fondo) је насеље у Италији у округу Тренто, региону Трентино-Јужни Тирол.
Према процени из 2011. у насељу је живело 1135 становника. Насеље се налази на надморској висини од 978 м.

## Становништво
Према резултатима пописа становништва 2011. у општини је живело 1.435 становника.
| 1931. | 1936. | 1951. | 1961. | 1971. | 1981. | 1991. | 2001. | 2011. |
| ----- | ----- | ----- | ----- | ----- | ----- | ----- | ----- | ----- |
| 1.959 | 1.832 | 1.803 | 1.728 | 1.591 | 1.480 | 1.339 | 1.443 | 1.435 |